# 해파리고둥
해파리고둥은 이족목 해파리고둥과의 복족류이다. 몸길이는 최대 260mm이고 몸통은 전체적으로 투명하다. 수심 250m에서 서식한다.